# Peru na Letnich Igrzyskach Olimpijskich 1984
Peru na Letnich Igrzyskach Olimpijskich 1984 w Los Angeles reprezentowało 35 zawodników: 16 mężczyzn i 16 kobiet. Najmłodszym reprezentantem tego kraju była siatkarka Gaby Pérez (16 lat 21 dni), a najstarszym strzelec Carlos Hora (38 lat 332 dni).

## Jeździectwo
- Mariam Cunningham – ujeżdżenie (35. miejsce)

## Judo
Mężczyźni
- Fernando Ferreyros – waga ciężka +95 kg (11. miejsce)

## Kolarstwo
Mężczyźni
- Ramón Zavaleta – wyścig indywidualny (nie ukończył)

## Lekkoatletyka
Kobiety
- Ena Guevara – maraton (35. miejsce)

Mężczyźni
- Roger Soler – bieg na 5000 metrów (odpadł w eliminacjach)

## Pływanie
Kobiety
- Sandra Crousse – 100 metrów stylem dowolnym (31. miejsce), 200 metrów stylem dowolnym (22. miejsce)
- Karin Brandes – 100 metrów stylem motylkowym (26. miejsce), 200 metrów stylem zmiennym (24. miejsce), 400 metrów stylem zmiennym (18. miejsce)

Mężczyźni
- Fernando Rodríguez – 100 metrów stylem dowolnym (41. miejsce), 100 metrów stylem grzbietowym (34. miejsce), 200 metrów stylem zmiennym (dyskwalifikacja)
- Alejandro Alvizuri – 100 metrów stylem grzbietowym (35. miejsce), 200 metrów stylem grzbietowym (30. miejsce)
- Oscar Ortigosa – 100 metrów stylem klasycznym (41. miejsce), 200 metrów stylem klasycznym (33. miejsce)

## Podnoszenie ciężarów
Mężczyźni
- Juan Rejas – waga do 82,5 kg (14. miejsce)
- Jaime Molina – waga do 90 kg (21. miejsce)

## Siatkówka
Kobiety
Drużyna zajęła 4. miejsce
- Carmen Pimentel
- Cecilia Tait
- Denise Fajardo
- Gaby Pérez
- Gina Torrealva
- Isabel Heredia
- Luisa Cervera
- María Cecilia del Risco
- Miriam Gallardo
- Natalia Málaga
- Rosa García

## Strzelectwo
Kobiety
- Gladys de Seminario – strzelanie z karabinu małego kalibru na 50 m (27. miejsce – trzy pozycje)

Mężczyźni
- Pedro García – strzelanie z pistoletu szybkostrzelnego na 25 m (19. miejsce), strzelanie z pistoletu dowolnego na 50 m (40. miejsce)
- Carlos Hora – strzelanie z pistoletu dowolnego na 50 m (11. miejsce)
- Justo Moreno – strzelanie z karabinu małego kalibru na 50 m (45. miejsce – pozycja leżąc), strzelanie z karabinu pneumatycznego na 10 m (35. miejsce)
- Juan Jorge Giha – skeet (53. miejsce)
- Esteban Boza – skeet (55. miejsce)
- Francisco Boza – trap (2. miejsce – srebrny medal )

## Wioślarstwo
Mężczyźni
- Alfredo Montenegro – dwójka ze sternikiem (12. miejsce)
- Francisco Viacava – dwójka ze sternikiem (12. miejsce)
- Arturo Valentin – dwójka ze sternikiem (12. miejsce)

## Zapasy
Mężczyźni
- José Inagaki – waga do 62 kg w stylu wolnym
- Ivan Valladares – wada do 68 kg w stylu wolnym